# Дефлорация
Дефлорация е медицински термин за акта на разкъсване на химена при жените. Дефлорация означава още „лишаване от девственост“. Прието е жаргонно терминът дефлорация да се използва още като „отваряне“. Обикновено (но невинаги) тя се съпровожда от кратко кръвотечение и леко, умерено или в различни случаи по-силно болезнено усещане. Дефлорацията се извършва най-често при първия сексуален контакт на девойката/жената с мъжа/младежа, но може да бъде причинена и от други наложителни, непредвидени или умишлени фактори като медицинска интервенция, инцидентно разкъсване, собственоръчно дефлориране или други фактори, които биха предизвикали разкъсване на химена. Целта на дефлорацията при сексуалния контакт е да се отвори влагалището, за да има възможност девойката/жената да извършва по-нататъшни сексуални контакти, т.е. да прави секс.

## История
Терминът „дефлорация“ идва от латински: floris – „цвете“, тъй като в миналото девиците били сравнявани с цветя. В много култури следите от кръвотечението при дефлорация по време на първата брачна нощ са били (а при някои все още са) публично показвани като удостоверение за честта и порядъчността на девойката. В България този обичай се нарича „блага ракия“.

## Особености
При първия сексуален контакт наличието и силата на кръвотечение, както и болка у жената зависят от различни фактори:
- анатомични особености – плътност, еластичност, форма и структура на химена.
- допълнителна сексуална възбуда при девойката/жената- повечето ласки предшестващи дефлорацията водят до произвеждането на хормони, които в известна степен потискат болката.
- овлажняване на влагалището – доброто овлажняване на влагалището преди акта спомага за намаляването на болката у девойката/жената. То може да бъде изкуствено (чрез изкуствени овлажнители или чрез слюнка) или естествено създадено (чрез вагинално самоовлажняване вследствие на възбуда предизвикана у девойката/жената).
- форма и размери на пениса – при дефлориране посредством пениса на партньора анатомично по-големите или по-дебели пениси предизвикват и по-голяма болка у девойката/жената при опитите за разкъсване на химена ѝ.
- действия на партньора – в повечето случаи уменията и действията на партньора са най-решаващи за по-безболезненото разкъсване на химена. При повече внимание, усет и търпение от страна на партньора дефлорацията би била по-безболезнена.

## Културно значение
При някои култури и особено близко-източните мюсюлмански такива законът и/или религията забраняват на девойката (или жената) да прави секс, преди да е сключила брак. По този начин дефлорацията при жените от подобни култури бива извършвана само и единствено от съпрузите им. При западните култури и тези, при които религията или законите нямат отношение към първото полово сношение при жените, повечето от момичетата извършват първия си сексуален контакт обикновено на 14 до 16-годишна възраст. В много от случаите девойките в тази възраст извършват дефлорацията си сами с пръсти или чрез други подходящи предмети, с които разкъсват химена, с което най-често целят да постигнат по-лесен първи сексуален контакт или да могат да мастурбират чрез „фингъринг“.